# Le Petit Journal

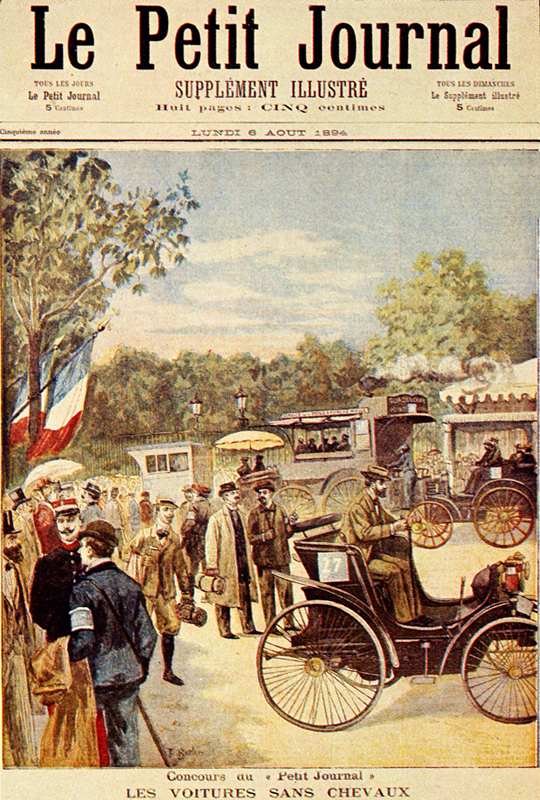
Le Petit Journals förstasida 6 augusti 1894.

Le Petit Journal var en fransk morgontidning, grundad 1863 och nedlagd 1944.
Le Petit Journal räknades i början av 1900-talet som en av "de fyra stora", och dess politiska inriktning bestämdes länge av Louis Loucheur.

## Fotnoter
- Wikimedia Commons har media som rör Le Petit Journal.